# Sandra Sillaste
Sandra Sillaste (ur. 22 grudnia 1999) – estońska skoczkini narciarska. Reprezentantka tego kraju w tej dyscyplinie sportu. Była rekordzistka Estonii w długości skoku narciarskiego kobiet. Pierwsza estońska skoczkini, która wystąpiła w oficjalnych zawodach międzynarodowych w tej dyscyplinie sportu rozgrywanych pod egidą Międzynarodowej Federacji Narciarskiej. Kilkukrotna medalistka mistrzostw kraju. Uprawia także kombinację norweską.
Sillaste zaczęła uprawiać skoki narciarskie w 2005 roku. Pierwsze medale w mistrzostwach Estonii w kategoriach juniorskich w kombinacji norweskiej i skokach narciarskich zaczęła zdobywać w 2011 roku. W sumie w różnych kategoriach wiekowych (do lat 12, 14 i 16) zdobyła ich w obu dyscyplinach osiem (siedem złotych i jeden srebrny).
W październiku 2013 roku zdobyła pierwszy w karierze medal seniorskich mistrzostw Estonii w skokach narciarskich, zwyciężając w konkursie indywidualnym kobiet. Medale imprezy tej rangi zdobywała także we wrześniu 2014 roku (srebro w ramach Letnich Mistrzostw Estonii w Skokach Narciarskich 2014), w grudniu tego samego roku (złoto w ramach Mistrzostw Estonii w Skokach Narciarskich 2015), we wrześniu 2015 (brąz Letnich Mistrzostw Estonii w Skokach Narciarskich 2015) i w marcu 2016 roku (brąz w ramach Mistrzostw Estonii w Skokach Narciarskich 2016).
W styczniu 2015 roku, jako pierwsza estońska skoczkini w historii, wystąpiła w oficjalnych zawodach międzynarodowych w skokach narciarskich rozgrywanych pod egidą Międzynarodowej Federacji Narciarskiej. Wzięła wówczas udział w Zimowym Olimpijskim Festiwalu Młodzieży Europy 2015, gdzie w rywalizacji skoczkiń uplasowała się na 21. pozycji. W tym samym roku wystartowała także w mistrzostwach krajów nordyckich juniorów, gdzie w rywalizacji dziewcząt zajęła 8. pozycję. W 2016 roku także wzięła udział w mistrzostwach krajów nordyckich juniorów, zajmując indywidualnie 10. miejsce, a drużynowo, wspólnie z Triinu Hausenberg, plasując się na 4. pozycji.
Sillaste kilkukrotnie ustanawiała rekord Estonii w długości skoku narciarskiego kobiet – między innymi w październiku 2011 roku, gdy skakała na odległość najpierw 37, a później 37,5 metra, w październiku 2012 roku, gdy osiągnęła dystans 47 metrów, czy w październiku 2013 roku, gdy skoczyła na odległość 71 metrów.
Sillaste ustanawiała także rekordy kilku estońskich skoczni narciarskich – między innymi K-25 w Elvie, K-30 w Võru, K-40 w kompleksie Apteekrimägi w mieście Otepää, czy K-50 w kompleksie Mustamäe w Tallinnie.
Sillaste uprawia także kombinację norweską – w grudniu 2014 roku w ramach Mistrzostw Estonii w Kombinacji Norweskiej 2015 została mistrzynią kraju, a w marcu 2016 roku zdobyła brązowy medal mistrzostw kraju.